# لوس سيمولادوريس
لوس سيمولادوريس Los simuladores أو بالعربية (الأدعياء) هو مسلسل تلفزيوني  أرجنتيني عن فريق صغير من المحتالين، الذين يستخدمون مهاراتهم لحل مشاكل الحياة اليومية للناس. امتد المسلسل لمدة موسمين، .استمر عرضه من عام 2002 إلى 2003. وقد لاقى المسلسل شعبية كبيرة واستحساناً؛ إذ كان الفوز بجائزة مارتين فييرو من نصيبه. كذلك، فإن عددا من إعادات الإنتاج للمسلسل قد جرت لمختلف الأسواق عبر العالم، كما أن هناك خططا لإطلاق فيلم بالاعتماد على هذا المسلسل.
مسلسل الأصيل كان قد أنتج وبُثَّ بواسطة الشبكة التلفزيونية الأرجنتينية تيليفي، وقد استمر بث المسلسل خلال عامي 2002 م و2003 م، وعلى جزئين الأول بثلاثة عشرة حلقة والثاني بإحدى عشرة حلقة. كما قد أعيد بث المسلسل على ذات القناة كذلك. . ومنذ وقت قريب، فقد أنتج العمل مرة أخرى في كل من تشيلي وإسبانيا؛ حيث استُخدم في العملان المعادان بعض الممثلين في المسلسل والأصيل وبعض أعضاء الإنتاج. كما أنتجت طبعة أخرى من المسلسل في روسيا بعد ذلك. أنتجت بعد هذا سوني بيكتشرز نسخة جديدة من المسلسل لصالح قناة تيليفيزا؛ إذ ومع نهاية 2010 م كان من المفترض تصوير الجزء الثالث من العمل والذي كانت سلمى حايك من المنتظر ظهورها فيه.

## القصة
تدور أحداث المسلسل حول مجموعة من أربعة أعضاء يديرون تجارةً زائفة؛ إذ يحلون مشاكل واحتياجات زبائنهم من خلال حيل الثقة. وتكون تكاليف أتعاب الفريق ضعف ثمن تكاليف المحاكاة، كذا فإن الزبون يتعهد بالمشاركة في المحاكاة المستقبلية مما يقود لظهور شخصيات ظهرت في حلقات سابقة في الحلقات اللاحقة بكونهم ممثلين ومساعدين للفريق؛ الشيء الذي يعطي المسلسل مزيدا من الاستمرارية. وقد كانت الفلسفة التي تقود فكر الفريق هي ما هو قانوني في بعض الأحيان فهو ليس عادل، وما هو عادل بعض الأحيان فهو ليس قانوني.
في الجزء الثاني من المسلسل، فإن فريق العمل الثاني أخذ دوره. هذه المجموعة عُرفت باسم «الفريق ب» والذي تكوّن من الزبائن السابقين للفريق الأصيل الذي ظهر في الجزء الأول حيث وجدوا لأخذ دور في الحالات الخاصة وترك تلك الكبرى للفريق الأصيل.
مما يُذكر كذلك، أن المسلسل متأثر بالعمل الأدبي لأليخاندرو كاسونا  Los Arboles Mueren de Pie. كما ظهر في المسلسل عناصر مأخوذة من المسلسلات الأمريكية في الثمانينيات مثل، الفريق أ وستينجري.

## الشخصيات
- ماريو سانتوس: رأس الفريق، وهو المسؤول عن التخطيط والاتصال مع الزبائن، وماريو هو أكثر شخص مهذب في الفريق.
- بابلو لامبوني: هو المسؤول عن إيجاد العناصر اللازمة مثل السيارات وغيرها.
- إيميليو رافينا:قائد الفريق الممثل والذي أدى أغلب الشخصيات المطلوبة للعمل مع الزبائن.
- غابرييل مادينا:محقق الفريق، والذي يجمع المعلومات عن الزبائن.

## وصلات خارجية
- لوس سيمولادوريس على موقع IMDb (الإنجليزية)
- لوس سيمولادوريس على موقع كينوبويسك (الروسية)
- لوس سيمولادوريس على موقع قاعدة بيانات الفيلم (الإنجليزية)

- Los simuladores  في قاعدة بيانات الأفلام على الإنترنت (بالإنجليزية)
- Los Simuladores Argentina Brief review (بالإسبانية)
- Los Simuladores Spain Official Website Nacho Barahona Film Editor (1st Season) (بالإنجليزية)
- Los Simuladores Spain Homepage at Cuatro (بالإسبانية)